# Perro de muestra alemán de pelo largo

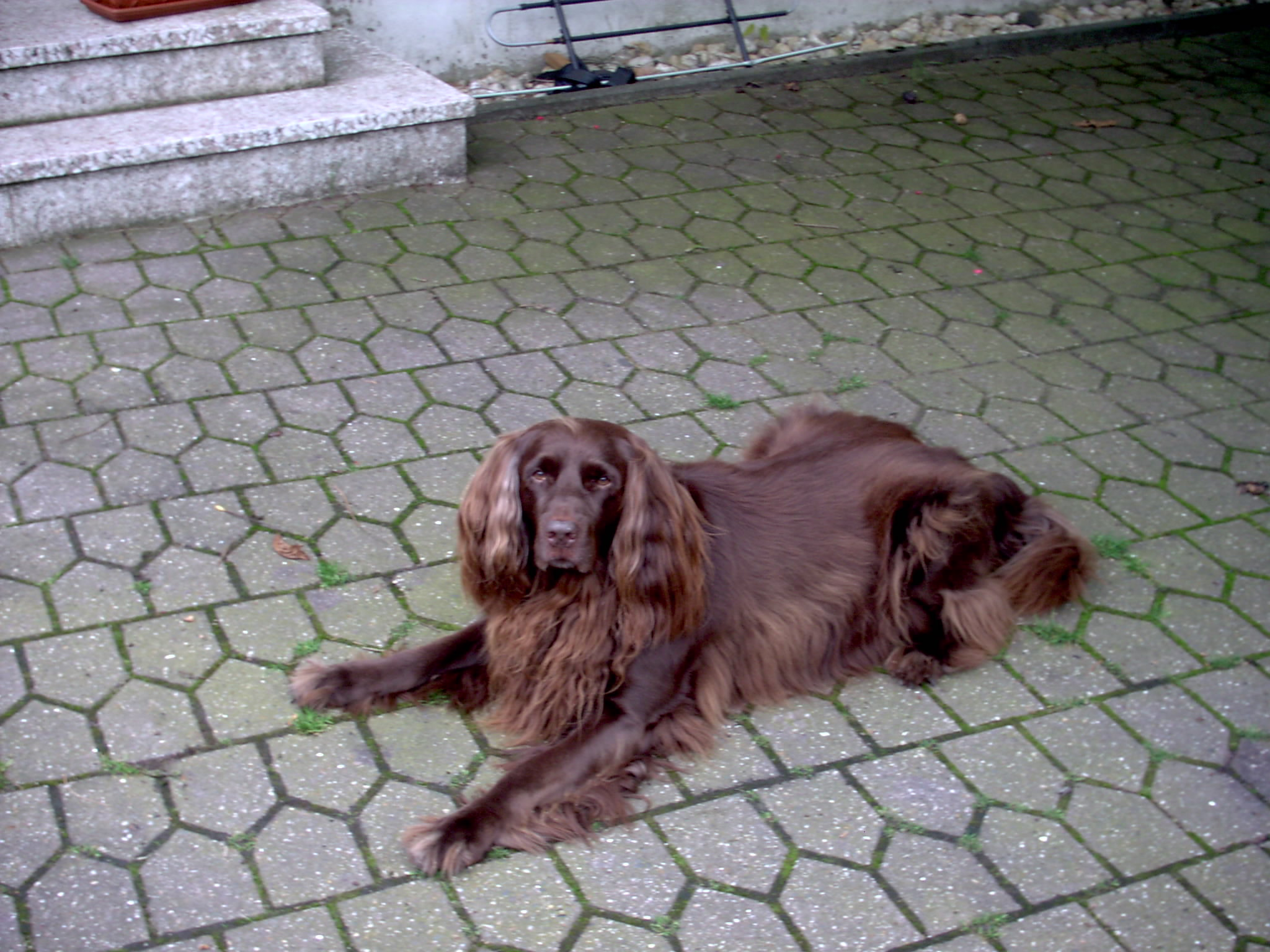
Ejemplar

El Perro de muestra alemán de pelo largo es una raza de perro desarrollada en Alemania como perro de caza.

## Apariencia
El Pointer de pelo largo debe ser musculoso, elegante y deportivo. No debe ser voluminoso ni pesado, y debe ser capaz de moverse con gran velocidad y libertad. Cuenta con huesos medianos, pero con sustancia, y nunca debe verse frágil o débil. Su apariencia debe reflejar su temperamento excitable y activo, al igual que todos los pointer alemanes.

### Manto y color
El manto es de longitud mediana, alrededor de 3 a 5 cm de largo sobre el cuerpo, con las puntas algo más largas. El pelo es ligeramente ondulado, pero no debe ser rizado. No es sedoso o suave, sino más bien firme y brillante. Tiene una capa doble, la capa interna debe ser bastante densa, pero no profusa a fin de que los pelos sobresalgan del cuerpo. El color chocolate es sólido y oscuro con blanco permitido en el pecho, patas, y debajo de la parte superior del hocico, también puede ser marrón oscuro con grandes manchas especialmente en la cabeza, las orejas, la espalda y base de la cola.

## Temperamento
Es una raza amable, gentil e inteligente. Son muy cariñosos, y pueden sufrir de ansiedad de separación. Son buenas mascotas cuando son correctamente ejercitados, ya que necesitan un «trabajo» que hacer, y no se adaptan bien a la vida sedentaria. El Pointer de pelo largo es una excelente mascota de familia, ya que le gusta jugar con los niños y es muy sociable con otros perros.